# Colchester (Illinois)
Colchester je grad u američkoj saveznoj državi Ilinois. Prema popisu stanovništva iz 2010. u njemu je živjelo 1.401 stanovnika.